# Сезон 2010 RTCC
В сезоне 2010 года Russian Touring Car Championship были представлены дисциплины туринг, супер-продакшн, туринг-лайт, национальный класс.

## Календарь RTCC на 2010 год
| Этап | Дата        | Город           | Трасса               | Схема |
| ---- | ----------- | --------------- | -------------------- | ----- |
| 1    | 20 июня     | Курск           | Курская дуга         |       |
| 2    | 11 июля     | Нижний Новгород | Нижегородское кольцо |       |
| 3    | 1 августа   | Красноярск      | Красное кольцо       |       |
| 4    | 8 августа   | Красноярск      | Красное кольцо       |       |
| 5    | 29 августа  | Нижний Новгород | Нижегородское кольцо |       |
| 6    | 12 сентября | Нижний Новгород | Нижегородское кольцо |       |
| 7    | 3 октября   | Липецк          | Липецкий подъем      |       |

## Список пилотов
| N  | Участник             | Ст. номер | Марка а/м                | Команда           |
| -- | -------------------- | --------- | ------------------------ | ----------------- |
| 1  | Артюшин Андрей       | 58        | Honda Integra            | Хондa «Черёмушки» |
| 2  | Герасимов Олег       | 65        | LADA Kalina              | л/з               |
| 3  | Жбара Антон          | 82        | LADA Kalina              | л/з               |
| 4  | Карамышев Николай    | 52        | VW GOLF IV               | л/з               |
| 5  | Квитка Олег          | 19        | HONDA Accord Euro R      | л/з               |
| 6  | Киселев Дмитрий      | 5         | Honda Civic TypeR gen. 7 | ХИМКИ Моторспорт  |
| 7  | Козанков Виктор      | 51        | Honda Civic TypeR gen. 7 | л/з               |
| 8  | Крылов Сергей        | 11        | AUDI A4                  | Спорт-Гараж       |
| 9  | Мезенцев Василий     | 79        | LADA Kalina              | АФСО              |
| 10 | Николаев Андрей      | 40        | Honda Civic TypeR gen. 7 | л/з               |
| 11 | Овчаров Юрий         | 18        | AUDI A4                  | л/з               |
| 12 | Панфилов Константин  | 66        | LADA Kalina              | л/з               |
| 13 | Попов Максим         | 17        | BMW E46                  | THK Racing        |
| 14 | Радошнов Андрей      | 7         | Honda Civic TypeR gen. 7 | л/з               |
| 15 | Раев Михаил          | 55        | Honda Civic TypeR gen. 7 | л/з               |
| 16 | Рябов Сергей         | 12        | Honda Civic TypeR gen. 7 | 27RT              |
| 17 | Смецкий Андрей       | 15        | HONDA Accord Euro R      | л/з               |
| 18 | Стрельченко Владимир | 10        | Seat Leon II             | ХИМКИ Моторспорт  |
| 19 | Ухов Михаил          | 8         | BMW E46                  | THK Racing        |
| 20 | Фролов Александр     | 14        | Honda Civic TypeR gen. 7 | Вектор-Авто       |
| 21 | Фролов Александр     | 56        | Honda Civic TypeR gen. 7 | л/з               |
| 22 | Цареградцев Аркадий  | 13        | Citroen Saxo VTS         | л/з               |
| 23 | Черевань Владимир    | 57        | Honda Civic TypeR gen. 7 | Хондa «Черёмушки» |
| 24 | Шевченко Юрий        | 92        | LADA Kalina              | л/з               |
| 25 | Дмитрий Саватеев     | 72        | ВАЗ 2112-37              | DS Racing         |
| 26 | Нуждин Сергей        | 20        | Lada Kalina              |                   |
| 27 | Грачёв Михаил        | 29        | Ford Fiesta Mk6          |                   |
| 28 | Митяев Михаил        | 30        | ВАЗ 11193-27             |                   |
| 29 | Кальманович Павел    | 33        | ВАЗ 1119-27              |                   |
| 30 | Малеев Михаил        | 34        | Lada Kalina              |                   |
| 31 | Мещеряков Вадим      | 35        | ВАЗ 1119                 |                   |
| 32 | Гольцова Наталья     | 37        | ВАЗ 11193-27             |                   |
| 33 | Медведев Руслан      | 60        | ВАЗ 2112                 |                   |
| 34 | Кондратьев Александр | 61        | Лада Калина              |                   |
| 35 | Хайдуков Артем       | 68        | Лада Калина              |                   |
| 36 | Сальников Александр  | 70        | Лада Калина              |                   |
| 37 | Кубасов Владислав    | 77        | ВАЗ 2107                 |                   |
| 38 | Цыкалов Дмитрий      | 80        | Лада Калина              | Красное кольцо    |
| 39 | Иголкина Ксения      | 75        | LADA Kalina              |                   |
| 40 | Шешенин Владимир     | 31        | LADA Kalina              |                   |
| 41 | Ионин Дамир          | 91        | ВАЗ-2108                 |                   |
| 42 | Сотников Александр   | 23        | Ford Fiesta Black&White  |                   |
| 43 | Козловский Михаил    | 24        | Ford Fiesta              |                   |
| 44 | Барабин Михаил       | 25        | VW                       |                   |
| 45 | Кузьмин Владислав    | 26        | Ford Fiesta              |                   |
| 46 | Волков Алексей       | 27        |                          |                   |
| 47 | Баханов Вадим        | 28        |                          |                   |
| 48 | Кричевский Василий   | 99        |                          |                   |
| 49 | Гусев А.             | 90        |                          |                   |
| 50 | Мейтес Евгений       | 81        | Renault Logan            |                   |
| 51 | Бекишев Григорий     | 62        | LADA Kalina              |                   |
| 52 | Вилькс Артур         | 32        | LADA Kalina              |                   |
| 53 | Глазунов Андрей      | 67        | LADA Kalina              |                   |
| 54 | Степанов Андрей      | 9         |                          |                   |

## Зачетная группа «Супер-Продакшн»
| Позиция | Водитель                         | Курск 20.06 1 ЭТАП  | Н. Новгород 11.07 2 ЭТАП | Красноярск 01.08 3 ЭТАП | Красноярск 08.08 4 ЭТАП | Н. Новгород 29.08 5 ЭТАП | Н. Новгород 12.09 6 ЭТАП | Липецк 03.10 7 ЭТАП | Очки   |
| ------- | -------------------------------- | ------------------- | ------------------------ | ----------------------- | ----------------------- | ------------------------ | ------------------------ | ------------------- | ------ |
| 1       | Козанков Виктор (Москва)         | 2 — 22,1 2 — 26,65  | 5 — 11,7 4 — 20,15       |                         |                         | 5 — 24,7 2 — 76,7        | 2 — 62,4 1 — 130         | анн 2 — 71,5        | 445,9  |
| 2       | Карамышев Николай (Курск)        | н/к н/с             | 3 — 15,5 н/с             | 1 — 40,8 н/к            | 1 — 39                  | 3 — 37,7 3 — 67,6        | 4 — 36,4 3 — 53,3        | 4 — 53,3 5 — 44,2   | 426,8  |
| 3       | Черевань Владимир (Орёл)         | 1 — 26,65 1 — 35,75 | 1 — 29,25 1 — 34,45      |                         |                         | 4 — 31,2 4 — 52          | 7 — 7,8 2 — 71,5         | 2 — 71,5 3 — 62,4   | 422,5  |
| 4       | Николаев Андрей (Москва)         | 3 — 18,2 4 — 18,2   | 4 — 15,6 3 — 24,05       |                         |                         | 6 — 18,2 6 — 31,2        | 5 — 28,6 4 — 44,2        | 3 — 62,4 4 — 53,3   | 313,95 |
| 5       | Фролов Александр (Оренбург)      |                     |                          |                         |                         | 1 — 52 1 — 87,1          | 1 — 55 н/к               | 1 — 85 1 — 64       | 291,1  |
| 6       | Артюшин Андрей (Москва)          | 4 — 14,3 3 — 22,1   | 2 — 24,05 2 — 29,25      |                         |                         | 2 — 44,2 7 — 24,7        | 3 — 44,2 5 — 28,6        | 5 — 44,2 н/к        | 261,3  |
| 7       | Раев Михаил (Москва)             |                     | 6 — 7,8 5 — 15,6         |                         |                         | 7 — 13 5 — 44,2          | 6 — 14,3                 | 6 — 36,4            | 182    |
| 8       | Жбара Антон (Красноярск)         |                     |                          |                         | 4 — 26,52 анн           |                          |                          |                     | 26,52  |
| 9       | Панфилов Константин (Красноярск) |                     |                          |                         | н/к — 0                 | н/к — 0                  |                          |                     | 0      |
| 10      | Шевченко Юрий (Новосибирск)      |                     |                          | н/к — 0                 |                         |                          |                          |                     | 0      |
| 11      | Мезенцев Василий (Тольятти)      |                     |                          | н/к — 0                 | н/к — 0 анн             |                          |                          |                     | 0      |

В соответствии со статьёй 10.3 Общих условий и статьи 10.10 Регламента Чемпионата вычитаются 2 худшие гонки
Командный зачётЗачетная группа «Супер-Продакшн»
| Позиция | Команда         | Водители                         | Курск 20.06 1 ЭТАП  | Н. Новгород 11.07 2 ЭТАП | Красноярск 01.08 3 ЭТАП | Красноярск 08.08 4 ЭТАП | Н. Новгород 29.08 5 ЭТАП | Н. Новгород 12.09 6 ЭТАП | Липецк 03.10 7 ЭТАП | Очки  |
| ------- | --------------- | -------------------------------- | ------------------- | ------------------------ | ----------------------- | ----------------------- | ------------------------ | ------------------------ | ------------------- | ----- |
| 1       | Хонда Черёмушки | Черевань Владимир Артюшин Андрей | 1 — 40,95 1 — 57,85 | 1 — 53,3 1 — 63,7        |                         |                         | 1 — 75,4 2 — 76,7        | 2 — 52 2 — 100,1         | 1 — 115,7<>2 — 62,4 | 698,1 |
| 2       | Хонда Марьино   | Козанков Виктор                  | 2 — 22,1 2 — 26,65  | 3 — 11,7 2 — 20,15       |                         |                         | 3 — 24,7 1 — 76,7        | 1 — 62,4 1 — 130         | анн 1 — 71,5        | 445,9 |
| 3       | Kursk Sport     | Карамышев Николай                | н/к н/с             | 2 — 15,5 н/с             | 1 — 40,8 н/к            | 1 — 39                  | 2 — 37,7 3 — 67,6        | 3 — 36,4 3 — 53,3        | 2 — 53,3 3 — 44,2   | 426,8 |

В соответствии со статьёй 10.3 Общих условий и статьи 10.10 Регламента Чемпионата вычитаются 2 худшие гонки

## Абсолютный личный зачёт «Туринг»
| Позиция | Водитель                         | Зачётная группа | Курск 20.06 1 ЭТАП | Н. Новгород 11.07 2 ЭТАП | Красноярск 01.08 3 ЭТАП | Красноярск 08.08 4 ЭТАП | Н. Новгород 29.08 5 ЭТАП | Н. Новгород 12.09 6 ЭТАП | Липецк 03.10 7 ЭТАП | Очки  |
| ------- | -------------------------------- | --------------- | ------------------ | ------------------------ | ----------------------- | ----------------------- | ------------------------ | ------------------------ | ------------------- | ----- |
| 1       | Ухов Михаил (Москва)             | Туринг          | 1 — 100            | 1 — 100                  | 1 — 120                 | 1 — 108                 | 2 — 86 1 — 100           | 2 — 85                   | 1 — 100 2 — 85      | 1227  |
| 2       | Стрельченко Владимир (Химки, МО) | Туринг          | 4 — 64 3 — 74      | 3 — 72                   | 2 — 97,2 нк             | 2 — 86,4 2 — 86         | 4 −67 7 — 46             | 1 — 100 4 — 64           | 3 — 74 1 — 100      | 957   |
| 3       | Радошнов Андрей (Оренбург)       | Туринг          | 6 — 48 2 — 85      | 2 — 84                   | 3 — 79,2 2 — 97,2       | 3 — 68,4 5 — 42         | 6 — 52 3 — 76            | 7 — 41 9 — 28            | 10 — 22             | 784,8 |
| 4       | Киселёв Дмитрий (Химки, МО)      | Туринг          | 3 — 74 н/к         | 5 — 53 4 — 62            | 4 — 64,8 3 — 79,2       | 4 — 55,2 3 — 68,4       | 15 — 5 н/к               | 3 — 74                   | н/с                 | 609,6 |
| 5       | Попов Максим (Москва)            | Туринг          | 5 — 55 4 — 64      | 12 — 6 10 — 18           | 5 — 51,6 4 — 64,8       | 4 — 42 4 — 55,2         | 5 — 59 10 — 29           | 4 — 64 11 — 16           | 4 — 64 анн.         | 566,6 |
| 6       | Черевань Владимир (Орёл)         | Супер-продакшн  | 7 — 41 5 −55       | 6 — 45 5 — 53            |                         |                         | 11 — 24 8 — 40           | 13 — 6 5 — 55            | 5- 55 6 — 48        | 422   |
| 7       | Козанков Виктор (Москва)         | Супер-продакшн  | 8 — 34 7 — 41      | 10 — 18 8 — 31           |                         |                         | 12 — 19 5 — 59           | 6 — 48 1 — 100           | анн. 5 — 55         | 405   |
| 8       | Фролов Александр (Оренбург)      | Супер-продакшн  | 2 — 85 н/к         | н/к н/с                  | н/с                     |                         | 8 — 40 4 — 67            | 5 — 55 н/к               | 2 — 85 4 — 64       | 396   |
| 9       | Карамышев Николай (Курск)        | Супер-продакшн  | н/к н/c            | 8 — 31 н/c               | 6 — 40,8 н/k            | 6 — 30                  | 10 — 29 6 — 52           | 9 — 28 7 — 41            | 7 — 41 8 — 34       | 356,8 |
| 10      | Николаев Андрей (Москва)         | Супер-продакшн  | 9 — 28             | 9 — 24 7 — 37            |                         |                         | 13 — 14 11 — 24          | 10 — 24 8 — 34           | 6 — 48 7 — 41       | 300   |
| 11      | Артюшин Андрей (Москва)          | Супер-продакшн  | 10 — 22 8 — 34     | 7 — 37 6 — 45            |                         |                         | 9 — 34 12 — 19           | 8 — 34 10 — 22           | 8 — 34 н/k          | 281   |
| 12      | Квитка Олег (Москва)             | Туринг          |                    |                          |                         |                         | 1 — 100 2 — 86           |                          |                     | 186   |
| 13      | Раев Михаил (Москва)             | Супер-продакшн  |                    | 11 — 12 9 — 24           |                         |                         | 14 — 10 9 — 34           | 12 — 11                  | 9 — 28              | 158   |
| 14      | Крылов Сергей (Москва)           | Туринг          | 11 — 16 6 — 48     | 4 — 62 н/к               |                         |                         | н/c н/к                  |                          | н/к н/c             | 126   |
| 15      | Смецкий Андрей (Санкт-Петербург) | Туринг          |                    |                          |                         |                         | 3 — 76 н/к               |                          |                     | 76    |
| 16      | Степанов Андрей (Москва)         | Туринг          |                    |                          |                         |                         |                          | 11 — 16 13 — 6           |                     | 22    |
| 17      | Жбара Антон (Красноярск)         | Супер-продакшн  |                    |                          |                         | 7 — 20,4 анн            |                          |                          |                     | 20,4  |
| 18      | Цареградцев Аркадий (Красноярск) | Туринг          | н/к                |                          |                         |                         |                          |                          |                     | 0     |
| 19      | Овчаров Юрий (Курск)             | Туринг          | н/к                |                          |                         |                         |                          |                          |                     | 0     |
| 20      | Панфилов Константин (Красноярск) | Супер-продакшн  |                    |                          | н/к                     | н/к                     |                          |                          |                     | 0     |
| 21      | Шевченко Юрий (Новосибирск)      | Супер-продакшн  |                    |                          | н/к                     |                         |                          |                          |                     | 0     |
| 22      | Мезенцев Василий (Тольятти)      | Супер-продакшн  |                    |                          | н/к                     | н/к анн                 |                          |                          |                     | 0     |

В соответствии со статьёй 10.3 Общих условий и статьи 10.10 Регламента Чемпионата вычитаются 2 худшие гонки
97,2
Командный зачёт «Туринг»
| Позиция | Команда          | Водители                              | Курск 20.06 1 ЭТАП | Н. Новгород 11.07 2 ЭТАП | Красноярск 01.08 3 ЭТАП | Красноярск 08.08 4 ЭТАП | Н. Новгород 29.08 5 ЭТАП | Н. Новгород 12.09 6 ЭТАП | Липецк 03.10 7 ЭТАП | Очки   |
| ------- | ---------------- | ------------------------------------- | ------------------ | ------------------------ | ----------------------- | ----------------------- | ------------------------ | ------------------------ | ------------------- | ------ |
| 1       | ТНК Рейсинг      | Ухов Михаил Попов Максим Рябов Сергей | 1 — 155 1 — 164    | 2 — 106 2 — 118          | 1 — 171,6 1 — 184,8     | 1 — 150 1 — 163,2       | 1 — 145 1 — 129          | 2 — 85 2 — 133           | 1 — 100 1 — 159     | 1778,6 |
| 2       | Химки Моторспорт | Стрельченко Владимир Киселёв Дмитрий  | 2 — 138 3 — 74     | 1 — 125 1 — 134          | 2 — 162 3 — 79,2        | 2 — 141,6 2 — 154,8     | 3 — 72 3 — 46            | 1 — 174 1 — 138          | 2 — 74 2 — 100      | 1494,6 |
| 3       | 27RT             | Радошнов Андрей Фролов Александр      | 3 — 133 2 — 85     | 3 — 84                   | 3 — 79,2 2 — 97,2       | 3 — 68,4 3 — 42         | 2 — 98 2 — 76            | 3 — 41 3 — 28            | 3 — 22              | 915,8  |

В соответствии со статьёй 10.3 Общих условий и статьи 10.10 Регламента Чемпионата вычитаются 2 худшие гонки

## Абсолютный зачёт «Туринг-Лайт»
| Позиция | Водитель                             | Зачётная группа | Курск 20.06 1 ЭТАП | Н. Новгород 11.07 2 ЭТАП | Красноярск 01.08 3 ЭТАП | Красноярск 08.08 4 ЭТАП | Н. Новгород 29.08 5 ЭТАП | Н. Новгород 12.09 6 ЭТАП | Липецк 03.10 7 ЭТАП | Очки   |
| ------- | ------------------------------------ | --------------- | ------------------ | ------------------------ | ----------------------- | ----------------------- | ------------------------ | ------------------------ | ------------------- | ------ |
| 1       | Козловский Михаил (Санкт-Петербург)  | Туринг-Лайт     | 2 — 88 1 — 100     | 2 — 89 1 −100            | 1 — 120                 | 1 — 120 2 — 104,4       | 2 — 90 1 — 100           | 1 — 100                  | 2 — 88 1 — 100      | 1243,4 |
| 2       | Сотников Александр (Курск)           | Туринг-Лайт     | 1 — 100 2 — 88     | 1 — 100 2 — 89           | 2 — 105,6               | 2 — 104,4 1 — 120       | 1 — 100 н/с              | 2 — 90 н/с               | 1 — 100 16 — 12     | 1114,6 |
| 3       | Кузьмин Владислав (Воронеж)          | Туринг-Лайт     | 3 — 78 3 — 79      | 3 — 81                   | 3 — 93,6                | 3 — 93,6                | 3 — 82 2 — 90            | 8 — 56 2 — 90            |                     | 1011,4 |
| 4       | Шешенин Владимир (Тольятти)          | Туринг-Лайт     | 5 — 64 5 — 65      | 4 — 75 5 — 69            |                         |                         | 5 — 69 3 — 82            | 7 — 60 3 — 82            | 5 — 64 3 — 78       | 708    |
| 5       | Барабин Михаил (Нижний Новгород)     | Туринг-лайт     | 4 — 71             | 7 — 58 19 — 15           | 4 — 85,2 н/к            |                         | 6 — 64 5 — 69            | 6 — 65 4 — 76            | 7 — 51 н/к          | 625,2  |
| 6       | Кальманович Павел (Тольятти)         | Туринг-лайт     | 10 — 36 7 — 53     | 9 — 49 8 — 54            |                         |                         | 4 — 75 4 — 75            | 3 — 82 19 — 19           | 4 — 71 2- 88        | 602    |
| 7       | Митяев Михаил (Тольятти)             | Туринг-лайт     | 6 — 57 8 — 18      | 8 — 54 7 — 58            |                         |                         | 8 — 55 6 — 65            | 10 — 48 6 — 65           | 6 — 57 4 — 71       | 538    |
| 8       | Мезенцев Василий (Тольятти)          | Национальный    | 8 — 46 16 — 14     | 17 — 21 н/к              | 7 — 61,2 6 — 68,4       | 9 — 46,8                | 19 — 17 9 — 51           | 17 — 25 11 — 44          | 10 — 36 6 — 57      | 520,2  |
| 9       | Гольцова Наталья (Тольятти)          | Туринг-лайт     | 9 — 41 9 — 43      | 13 — 34 11 — 41          |                         |                         | 9 — 51 7 — 59            | 13 — 37 8 — 56           | 9 — 41 7 — 51       | 454    |
| 10      | Жбара Антон (Красноярск)             | Национальный    | 17 — 8 анн         | 12 — 37 10 — 45          | 10 — 43,2 7 — 61,2      | 8 — 52,8 7 — 60         | 12 — 39 н/к              | 14 — 34 18 — 22          | н/к 12 — 27         | 429,2  |
| 11      | Фролов Александр (Оренбург)          | Национальный    | н/к 8 — 48         | н/к 15 — 27              | 11 — 38,4 5 — 76,8      | анн 8 — 52,8            | н/к 14 — 32              | 12 — 40 7 — 60           | 11 — 32 14 — 19     | 426    |
| 12      | Цыкалов Дмитрий (Красноярск)         | Национальный    | 13 — 23 17 — 11    | 18 — 18 13 — 34          | н/к 10 — 43.2           | 5 — 74,4                | 18- 20 15 — 29           | 18 — 22 н/к              | 14 — 19 10 — 36     | 404    |
| 13      | Хайдуков Артём (Красноярск)          | Национальный    | 12 — 27 14 — 22    | 14 — 30 12 — 37          | 8 — 55,2 н/к            | н/к 12 — 30             | н/к                      | 15 — 31 9 — 52           | 12 — 27 9 — 41      | 352,2  |
| 14      | Грачёв Михаил (Омск)                 | Туринг-лайт     |                    |                          |                         | 6 — 67,2 4 — 82,8       | 23 — 6 20 — 14           | 4 — 76 н/к               | 3 — 78 н/к          | 324    |
| 15      | Мещеряков Вадим (Тольятти)           | Туринг-лайт     |                    | 11 — 41 16 — 24          |                         |                         | 10 — 46 10 — 46          | 9 — 52 5 — 70            | н/к н/с             | 279    |
| 16      | Саватеев Дмитрий (Санкт-Петербург)   | Национальный    | 16 — 12 12 — 30    | 16 — 24 17 — 21          |                         |                         | 13 — 36 12 — 39          | 20 — 16 10 — 48          | анн 11 — 32         | 258    |
| 17      | Шевчено Юрий (Новосибирск)           | Национальный    |                    |                          | 9 — 49,2 8 — 55,2       | 4 — 82,8 6 — 67,2       |                          |                          |                     | 254,4  |
| 18      | Сальников Александр (Владимир)       | Национальный    | 15 — 15 11 — 34    | 15 — 27 14 — 30          |                         |                         | 15 — 29 17 — 23          | 19 — 19 14 — 34          | 15 — 15 13 — 23     | 249    |
| 19      | Шушаков Родион (Санкт-Петербург)     | Туринг-лайт     |                    | 6 — 63                   |                         |                         | 7 — 59 8 — 55            |                          |                     | 240    |
| 20      | Панфилов Константин (Красноярск)     | Национальный    | 14 — 19 13 — 26    | 20 — 12 18 — 18          | 12 — 32,4               | 7 — 60 11 — 34,8        |                          |                          |                     | 234,6  |
| 21      | Григорьев Сергей (Красноярск)        | Национальный    |                    |                          |                         | 5 — 76,8 4 — 85,2       | анн 10 — 40,8            |                          |                     | 202,8  |
| 22      | Рябов Сергей (Самара)                | Национальный    | 7 — 51 6 — 59      | н/к н/с                  | 6 — 68,4 15 — 18        |                         |                          |                          |                     | 196,4  |
| 23      | Филимонов Алексей (Воронеж)          | Национальный    | 11 — 32 10 — 38    |                          |                         |                         |                          |                          | 8 — 46 5 — 64       | 180    |
| 24      | Удаленков Владимир (Санкт-Петербург) | Туринг-лайт     |                    | 5 — 69 4 — 75            |                         |                         |                          |                          |                     | 144    |
| 25      | Малеев Михаил (Самара)               | Туринг-лайт     |                    | н/к 20 — 12              |                         |                         | 16 — 26 13 — 36          | н/к н/к                  | 13 — 23 8 — 46      | 143    |
| 26      | Баханов Вадим (Нижний Новгород)      | Туринг-лайт     |                    |                          |                         |                         | 14 — 32 18 — 20          | 11 — 44 17 — 25          |                     | 121    |
| 27      | Волков Алексей (Нижний Новгород)     | Туринг-лайт     |                    |                          |                         |                         | 11 — 43                  | 16 — 28<>н/к             |                     | 114    |
| 28      | Вилькс Артур (Тольятти)              | Туринг-лайт     |                    | 10 — 45 9 — 49           |                         |                         |                          |                          |                     | 94     |
| 29      | Глазунов Андрей (Железногорск)       | Национальный    |                    |                          | 15 — 18 13 — 27,6       | 11 — 34,8 17 — 8        |                          |                          |                     | 86,4   |
| 30      | Бекишев Григорий (Красноярск)        | Национальный    |                    |                          | 14 — 22,8 11 — 38,4     | н/к 19,2                |                          |                          |                     | 80,4   |
| 31      | Тарасюк Олеся (Красноярск)           | Национальный    |                    |                          | 16 — 14,4 14 — 22,8     | 12 — 30 16 — 9,6        |                          |                          |                     | 76,8   |
| 32      | Тананов Игорь (Люберцы, МО)          | Туринг-лайт     |                    |                          |                         |                         |                          | 5 — 70 н/к               |                     | 70     |
| 33      | Ионин Дамир (Нижегородская обл.)     | Национальный    |                    |                          |                         |                         | 22 — 9 21 — 11           | 23 — 8 13 — 37           |                     | 65     |
| 34      | Кубасов Владислав (Москва)           | Национальный    |                    |                          |                         |                         | 21 — 11 19 — 17          | 24 — 6 15 — 31           |                     | 65     |
| 35      | Герасимов Олег (Канск)               | Национальный    |                    |                          | н/к н/с                 | 10 — 40,8 13 — 24       |                          |                          |                     | 64,8   |
| 36      | Лыков Илья (Красноярск)              | Национальный    | 18 — 4 15 — 18     |                          | н/к н/к                 | 13 — 24 15 — 14,4       |                          |                          |                     | 60,4   |
| 37      | Кондратьев Александр (Пушкино, МО)   | Национальный    |                    |                          |                         |                         | 17 — 23 16 — 26          | н/к н/к                  |                     | 49     |
| 38      | Гусев Андрей (Арзамас)               | Национальный    |                    |                          |                         |                         |                          | 22 — 11 16 — 28          |                     | 39     |
| 39      | Кричевский Василий (Санкт-Петербург) | Национальный    |                    | 19 — 15 н/к              |                         |                         | 20 — 14 н/к              |                          |                     | 29     |
| 40      | Иголкина Ксения (Красноярск)         | Национальный    |                    |                          |                         | н/к н/к                 |                          |                          |                     | 0      |
| 41      | Мейтес Евгений (Москва)              | Национальный    |                    |                          |                         |                         |                          |                          | 16 15               | *      |
| 42      | Артемьев Александр (Алма-Ата)        | Национальный    |                    |                          | 13 9                    |                         |                          |                          |                     | *      |

В соответствии со статьёй 10.3 Общих условий и статьи 10.10 Регламента Чемпионата вычитаются 2 худшие гонки
Результаты спортсменов, не оплативших заявочные взносы в соответствии со статьёй 8.4 Регламента Чемпионата аннулированы
- — В соответствии со статьёй 18 Спортивного кодекса РАФ очки не начисляются

Командный зачёт «Туринг-Лайт»
| Позиция | Команда                 | Водители                                         | Курск 20.06 1 ЭТАП | Н. Новгород 11.07 2 ЭТАП | Красноярск 01.08 3 ЭТАП | Красноярск 08.08 4 ЭТАП | Н. Новгород 29.08 5 ЭТАП | Н. Новгород 12.09 6 ЭТАП | Липецк 03.10 7 ЭТАП | Очки |
| ------- | ----------------------- | ------------------------------------------------ | ------------------ | ------------------------ | ----------------------- | ----------------------- | ------------------------ | ------------------------ | ------------------- | ---- |
| 1       | Лукойл Рейсинг Тим Форд | Сотников Александр Козловский Михаил             | 1- 188 1 — 188     | 1 — 189                  | 1 — 225,6               | 1 — 224,4               | 1 — 190 2 — 100          | 1 — 190 2 — 100          | 1 — 188 2 — 112     | 2334 |
| 2       | LADA Sport Racing       | Митяев Михаил Шешенин Владимир Кальманович Павел | 2 — 121 2 — 73     | 2 — 129 2 — 127          |                         |                         | 2 — 144 1 — 157          | 2 — 142 1 — 101          | 2 — 135 1 — 166     | 1295 |

В соответствии со статьёй 10.3 Общих условий и статьи 10.10 Регламента Чемпионата вычитаются 2 худшие гонки

## Зачётная группа «Национальный»
| Позиция | Водитель                             | Курск 20.06 1 ЭТАП | Н. Новгород 11.07 2 ЭТАП | Красноярск 01.08 3 ЭТАП | Красноярск 08.08 4 ЭТАП | Н. Новгород 29.08 5 ЭТАП | Н. Новгород 12.09 6 ЭТАП | Липецк 03.10 7 ЭТАП | Очки  |
| ------- | ------------------------------------ | ------------------ | ------------------------ | ----------------------- | ----------------------- | ------------------------ | ------------------------ | ------------------- | ----- |
| 1       | Мезенцев Василий (Тольятти)          |                    | 5 — 21 н/к               | 3 — 68,2 3 — 68,4       | 6 — 46,8                | 6 — 17 1 — 51            | 4 — 25 4 — 44            | 2 — 36 2 — 57       | 457,2 |
| 2       | Жбара Антон (Красноярск)             | 7 — 8 анн          | 1 — 37 1 — 45            | 6 — 43,2 4 — 61,2       | 5 — 52,8 4 — 60         | 1 — 39 н/к               | 2 — 34 10 — 22           | н/к 6 −27           | 429,2 |
| 3       | Фролов Александр (Оренбург)          | н/к 1 — 48         | н/к 5 — 27               | 7 — 38,4 2 — 76,8       | анн 5 — 52,8            | н/к 3 — 32               | 1 — 40 1 — 60            | 3 — 32 8 — 19       | 426   |
| 4       | Цыкалов Дмитрий (Красноярск)         | 3 — 23 8 — 11      | 6 — 18 3 — 34            | н/к 7 — 43,2            | 2 — 74,4                | 5 — 20 4 — 29            | 5 — 22 н/к               | 5 — 19 4 — 36       | 404   |
| 5       | Хайдуков Артём (Красноярск)          | 2 — 27 6 — 22      | 2 — 30 2 — 37            | 4 — 55,2 н/к            | н/к 9 — 30              | н/к                      | 3 — 31 2 — 52            | 4 — 27 3 — 41       | 352,2 |
| 6       | Саватеев Дмитрий (Санкт-Петербург)   | 6 — 12 4 — 30      | 4 — 24 6 — 21            |                         |                         | 2 — 36 2 — 39            | 7 — 16 3 — 48            | анн 5 — 32          | 258   |
| 7       | Шевчено Юрий (Новосибирск)           |                    |                          | 5 — 49,2 5 — 55,2       | 1 — 82,8 3 — 67,8       |                          |                          |                     | 255   |
| 8       | Сальников Александр (Владимир)       | 5 — 15 3 — 34      | 3 — 27 4 — 30            |                         |                         | 3 — 29 6 — 23            | 6 — 19 7 — 34            | 6 — 15 7 — 23       | 249   |
| 9       | Панфилов Константин (Красноярск)     | 4 — 19 5 — 26      | 8 — 12 7 — 18            | 8 — 32,4 9 — 32,4       | 4 — 60 8 — 34,8         |                          |                          |                     | 234,6 |
| 10      | Григорьев Сергей (Красноярск)        |                    |                          | 1 — 76,8 1 — 85,2       | анн 7 — 40,8            |                          |                          |                     | 202,8 |
| 11      | Филимонов Алексей (Воронеж)          | 1 — 32 2 — 38      |                          |                         |                         |                          |                          | 1 — 46 1 — 64       | 180   |
| 12      | Грачёв Михаил (Омск)                 |                    |                          |                         | 3 — 67,2 1 — 82,8       |                          |                          |                     | 150   |
| 13      | Рябов Сергей (Самара)                |                    | н/к н/с                  | 2 — 68,4 12 — 18        |                         |                          |                          |                     | 86,4  |
| 14      | Глазунов Андрей (Железногорск)       |                    |                          | 11 — 18 10 — 27,6       | 8 — 34,8 14 — 6         |                          |                          |                     | 86,4  |
| 15      | Бекишев Григорий (Красноярск)        |                    |                          | 10 — 22,8 8 — 38,4      | н/к 11 — 19,2           |                          |                          |                     | 80,4  |
| 16      | Тарасюк Олеся (Красноярск)           |                    |                          | 12 — 14,4 11 — 22,8     | 9 — 30 13 — 9,6         |                          |                          |                     | 76,8  |
| 17      | Ионин Дамир (Нижегородская обл.)     |                    |                          |                         |                         | 9 — 9 8 — 11             | 10 — 8 6 — 37            |                     | 65    |
| 18      | Кубасов Владислав (Москва)           | н/к                | н/к н/с                  |                         |                         | 8 — 11 7 — 17            | 11 — 6 8 — 31            |                     | 65    |
| 19      | Герасимов Олег (Канск)               |                    |                          | н/к н/с                 | 7 — 40,8 10 — 24        |                          |                          |                     | 64,8  |
| 20      | Лыков Илья (Красноярск)              | 8 — 4 7 — 18       |                          | н/к н/к                 | 10 — 24 12 — 14,4       |                          |                          |                     | 60,4  |
| 21      | Кондратьев Александр (Пушкино, МО)   |                    |                          |                         |                         | 4 — 23 5 — 26 н/к н/к    | н/к н/к                  |                     | 49    |
| 22      | Гусев Андрей (Арзамас)               |                    |                          |                         |                         |                          | 9 — 11 9 — 28            |                     | 39    |
| 23      | Кричевский Василий (Санкт-Петербург) |                    | 7 — 15 н/к 7 н/к         |                         |                         | 7 — 14 н/к               |                          |                     | 29    |
| 24      | Иголкина Ксения (Красноярск)         |                    |                          |                         | н/к н/к                 |                          |                          |                     | 0     |
| 25      | Мейтес Евгений (Москва)              |                    |                          |                         |                         |                          |                          | 7 9                 |       |
| 26      | Артемьев Александр (Алма-Ата)        |                    |                          | 9 6                     |                         |                          |                          |                     | *     |

В соответствии со статьёй 10.3 Общих условий и статьи 10.10 Регламента Чемпионата вычитаются 2 худшие гонки
Результаты спортсменов, не оплативших заявочные взносы в соответствии со статьёй 8.4 Регламента Чемпионата аннулированы
- — В соответствии со статьёй 18 Спортивного кодекса РАФ очки не начисляются

Командный зачёт «Национальный»
| Позиция | Команда           | Водители                                              | Курск 20.06 1 ЭТАП | Н. Новгород 11.07 2 ЭТАП | Красноярск 01.08 3 ЭТАП | Красноярск 08.08 4 ЭТАП | Н. Новгород 29.08 5 ЭТАП | Н. Новгород 12.09 6 ЭТАП | Липецк 03.10 7 ЭТАП | Очки  |
| ------- | ----------------- | ----------------------------------------------------- | ------------------ | ------------------------ | ----------------------- | ----------------------- | ------------------------ | ------------------------ | ------------------- | ----- |
| 1       | Красное кольцо    | Цыкалов Дмитрий Лыков Илья Жбара Антон                | 1 — 27 2 — 29      | 2 — 10 1 — 34            | н/к 1 — 43,2            | 1 — 98,4 1 — 88,8       | 2 — 59 2 — 29            | 1 — 56 3 — 22            | 2 — 19 1 — 63       | 568,4 |
| 2       | DS-Racing         | Саватеев Дмитрий Сальников Александр                  | 2 — 12 1 — 30      | 1 — 24 2 — 21            |                         |                         | 1 — 65 1 — 62            | 2 — 35 1 — 82            | 3 — 15 2 — 55       | 401   |
| 3       | ВПК СПОРТ         | Кубасов Владислав Кондратьев Александр Хайдуков Артём | н/к                | н/к н/c                  |                         |                         | 4 −11 4 — 17             | 3 — 6 2 — 31             | 1 — 27 3 — 41       | 133   |
| 4       | Technology Racing | Кондратьев Александр Кричевский Василий               |                    |                          |                         |                         | 3 — 37 3 — 26            |                          |                     | 63    |

В соответствии со статьёй 10.3 Общих условий и статьи 10.10 Регламента Чемпионата вычитаются 2 худшие гонки